# Mandala
A mandala (szanszkrit: मण्डल, maṇḍala) a kozmosz, illetve különféle istenek hindu vagy buddhista vallási ábrázolása. Elkészítési folyamata maga is egyfajta meditatív szertartás.

## A szó eredete
A szó, az ősi indiai nyelvből, a szanszkritból származik. Jelentése: kör, ív, körszelet, korong. Más vélemény szerint jelentése az elmével is kapcsolatban áll (manas a. m. „elme”). Eredetét tekintve leginkább a buddhista tibeti és indiai kultúrához köthető, ahol ma is, évezredek óta használják meditációs technikákhoz, gyakorlatokhoz. A jógik elmélyedést segítő különféle eszközöket használnak, melyekre támaszkodva szilárdan tarthatják tudatukat meditációjuk tárgyán. Ezek a test- és kéztartások (azaz mudrá), a hangok, ami nem más, mint a mantra, a kézbe vehető tárgyak, tehát a vadzsra és a málá, illetőleg az istenségek különféle képi ábrázolásai, azaz a mandala.
A mandala színeinek jelentése:
- Fehér: megkönnyebbülés, tökéletesedés, együttérzés, nyugalom.
- Fekete: titok, megérzés, belátás, újjászületés.
- Szürke: lelki gyógyulás, szelídség, szeretet, hűség.
- Sárga: barátságosság, fogékonyság, természet, intelligencia.
- Kék: elégedettség, ellazulás, harmónia.
- Tűzpiros: rettenthetetlenség, hatalom, változás, szerelem.
- Bíbor: emberszeretet, idealizmus, bölcsesség.
- Rózsaszín: érzékenység, a „belső” gyógyulása, egyetemes gyógyulás.
- Narancs: önkontroll, vitalitás, becsvágy, megérzés.
- Zöld: növekedés, bizalom, kapcsolat, gyógyulás, nyugalom.
- Barna: földközelség, stabilitás, tudatos kötődés a környezethez.
- Ezüst: érzékfölötti, természetfölötti képességek, áradó érzelmek, jólét.

## Különféle mandalák

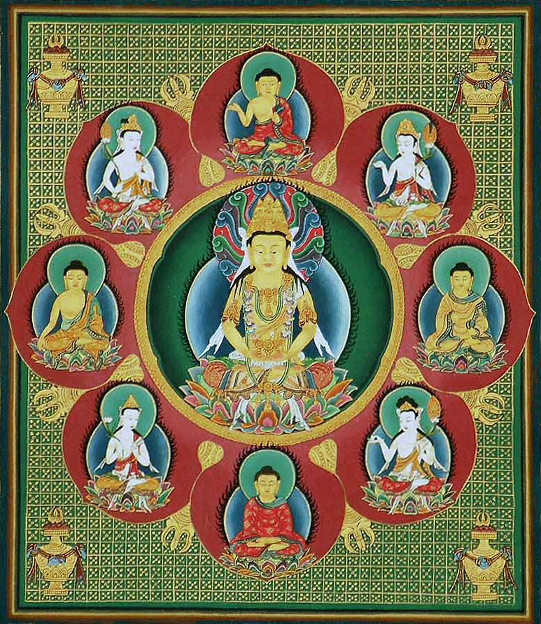
Japán
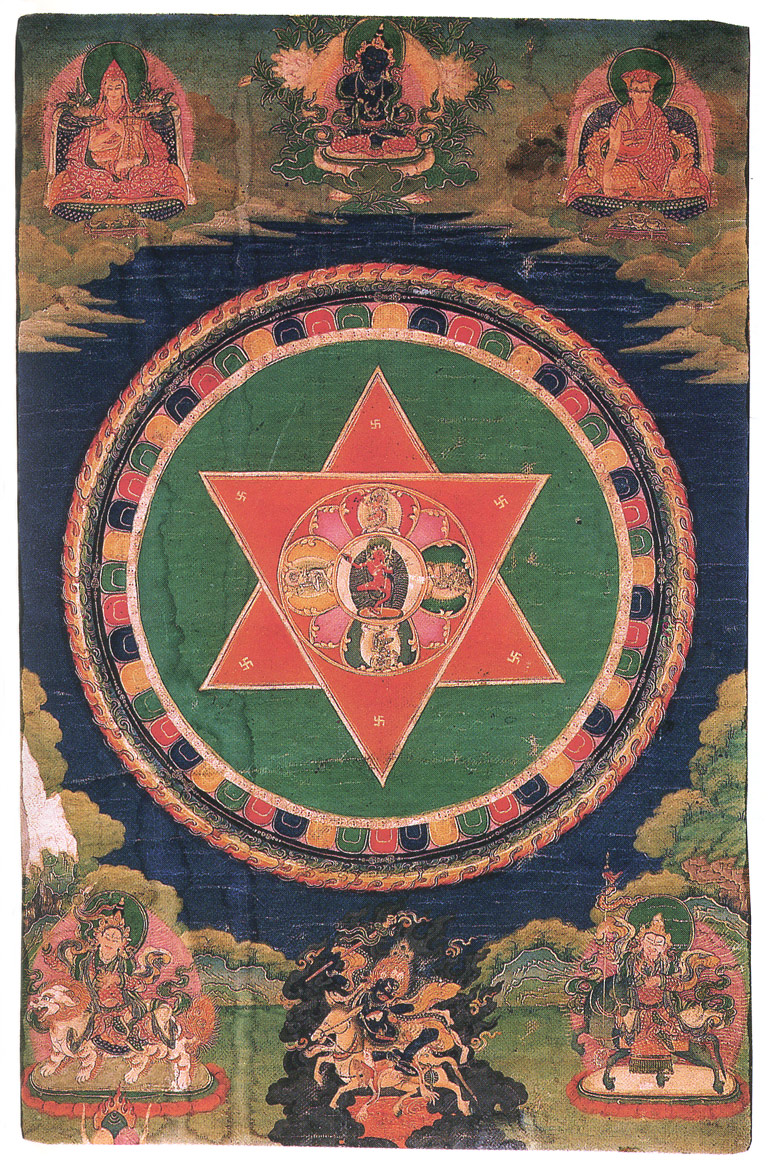
Tibeti
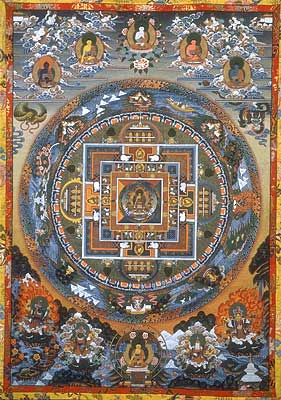
Tibeti